# ایتاچی اوچیها
ایتاچی اوچیها (به انگلیسی: Uchiha Itachi) یک شخصیت خیالی در مجموعه مانگا و انیمه ناروتو است که توسط ماساشی کیشیموتو خلق شده است. ایتاچی برادر بزرگتر ساسوکه و نینجایی با استعداد بود که توانست در سنین پایین وارد زمین نبرد بشود. او در هفت سالگی یک نینجا شد، در هشت سالگی توانست بر شارینگان تسلط پیدا کند و در ۱۰ سالگی یک چونین شد و در ۱۳ سالگی در روستای کونوها یکی از رهبران گروه آنبو شد. ایتاچی پس از خودکشی بهترین دوستش شیسویی اوچیها توانست مانگکیو شارینگان را بدست آورد، چشم دیگر شیسویی توسط دانزو شیمورا برداشته شد. ایتاچی مسئول قتل‌عام تمام خاندان و قبیله اوچیها است و فقط برادر خود ساسکه را زنده نگه داشت. بعد از این ماجرا ایتاچی روستای کونوها را ترک کرده و عضو گروهی به نام آکاتسوکی شد.

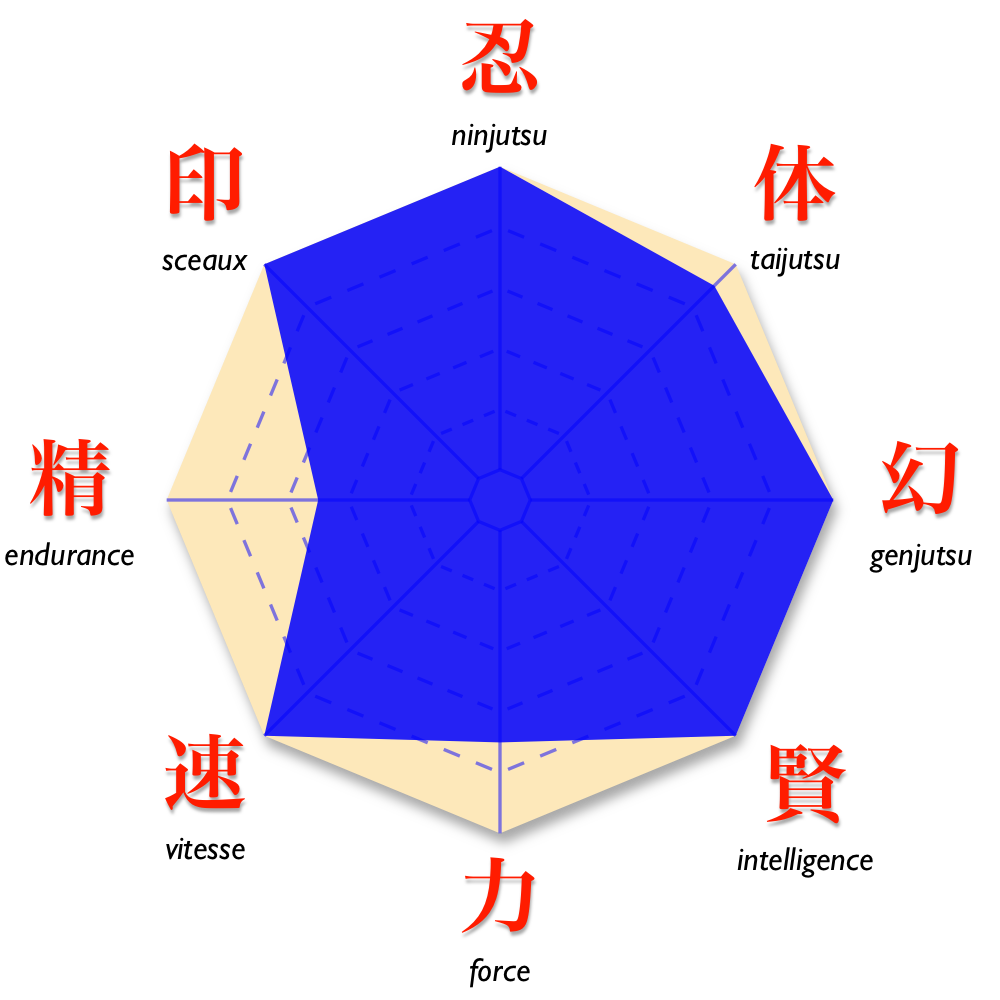
نمودار توانایی‌های ایتاچی در انواع جوتسو

## تاریخچه
ایتاچی اوچیها در خاندان اوچیها به دنیا آمده بود. او بزرگ‌ترین پسر فوگاکو و میکوتو اوچیها بود و به عنوان یکی از با استعدادترین افراد در نسل خود به‌شمار می‌رفت. او وقتی تنها چهار سال بیشتر نداشت شاهد کشته شدن افراد زیادی در سومین جنگ جهانی شینوبیها بود که همین مسئله باعث یک ضربه روحی به او شد و او را تبدیل به یک انسان صلح طلب کرد. زمانی که روباه نه‌دم به روستای کونوها حمله کرد، ایتاچی به تنهایی از برادر کوچک خود ساسوکه مراقبت می‌کرد و به او قول داد هیچ وقت او را تنها نخواهد گذاشت.
در سن هفت سالگی فقط بعد از یک سال از مدرسه شینوبی‌ها به عنوان شاگرد اول کلاس فارغ و التحصیل شد. در هشت سالگی و بعد از کشته شدن رقیب و رفیق خود به دست دشمنی ماسک دار و مرموز توانست بر چشم شارینگان خود تسلط پیدا کند، در سنین ده سالگی امتحان چونین رو پشت سر گذاشت، ۶ ماه بعد عضوی از گروه آنبوها شد و در ۱۳ سالگی به یکی از رهبران گروه آنبو تبدیل شد.
پدر ایتاچی بسیار به او امیدوار بود و آینده خاندان اوچیها را در او می‌دید به همین سبب به پسر کوچکتر خود توجه کمتری داشت. وقتی خاندان اوچیها نقشه نابودی دهکده کونوها را کشیدند، ایتاچی به عنوان یک آنبو مأموریت جاسوسی در روستا را داشت. او که این را می‌دانست این مسئله باعث جنگ دیگری در میان شینوبی‌ها می‌شود، شروع به جاسوسی در خاندان اوچیها کرد و تمام اطلاعات را به دانزو و هوکاگه سوم و بزرگان روستا انتقال می‌داد. در همین حین بهترین دوست او اوچیها شیسویی با دادن مانگکیو شارینگانش به او از بالای آبشاری پرید و خودکشی کرد و این سبب شد پلیس کونوها به او برای کشتن شیسویی تهمت بزند. اما او به خاطر ساسکه از درگیر شدن با پلیس گذشت و زانو زد و عذر خواهی کرد. او که به هیچ عنوان دلش نمی‌خواست جنگ جهانی دیگری در بگیرد و با آگاهی از اینکه اگر قبیله اوچیها شورش کنند دنیا نابود خواهد شد دست به عملی دشوار و دردناک زد و در شبی که ساسکه خانه نبود کل خاندان را قتل‌عام کرد. وقتی ساسکه به خانه برگشت ایتاچی از عمد خود را به او نشان داد تا ساسکه را با خود دشمن کند و بعدها انتقام خاندان را از او بگیرد.
با وجود اینکه همه از او به نام خائن یاد می‌کردند او از اکاتسوکی برای هیروزن ساروتوبی جاسوسی می‌کرد و دورادور مراقب ساسکه و همچنین ناروتو بود و در اولین رویارویی با او برای دزدیدنش در واقع به جیرایا سنسی هشدار داد مراقب ناروتو باشد و به نحوی هدف اکاتسوکی را برای کونوها لو داد. همچنین او با ساسکه درگیر شد و با وجود اینکه به راحتی می‌توانست ساسکه دوازده ساله را بکشد او را زنده گذاشت و آسیب چندانی به او وارد نکرد.
در سری دوم ناروتو او چند بار دیگر هم با ساسکه روبه رو شد و به ظاهر اقدام برای گرفتن چشم او کرد و در آخرین مبارزه اش به صورت برنامه‌ریزی شده و در حالی که به علت بیماری مرموزش دارو مصرف می‌کرد و از همیشه ضعیف تر بوداجازه داد بالاخره ساسکه او را بکشد و روحش آرام بگیرد. او همیشه آرزو داشت که ساسکه قبل از کشتن او یکبار دیگر هم او را برادر بزرگ‌تر صدا کند. او با لبخندی در لحظه آخر ساسکه متعجب را از دوست اشتنش آگاه کرد و از دنیا رفت.